# Chang An-lo

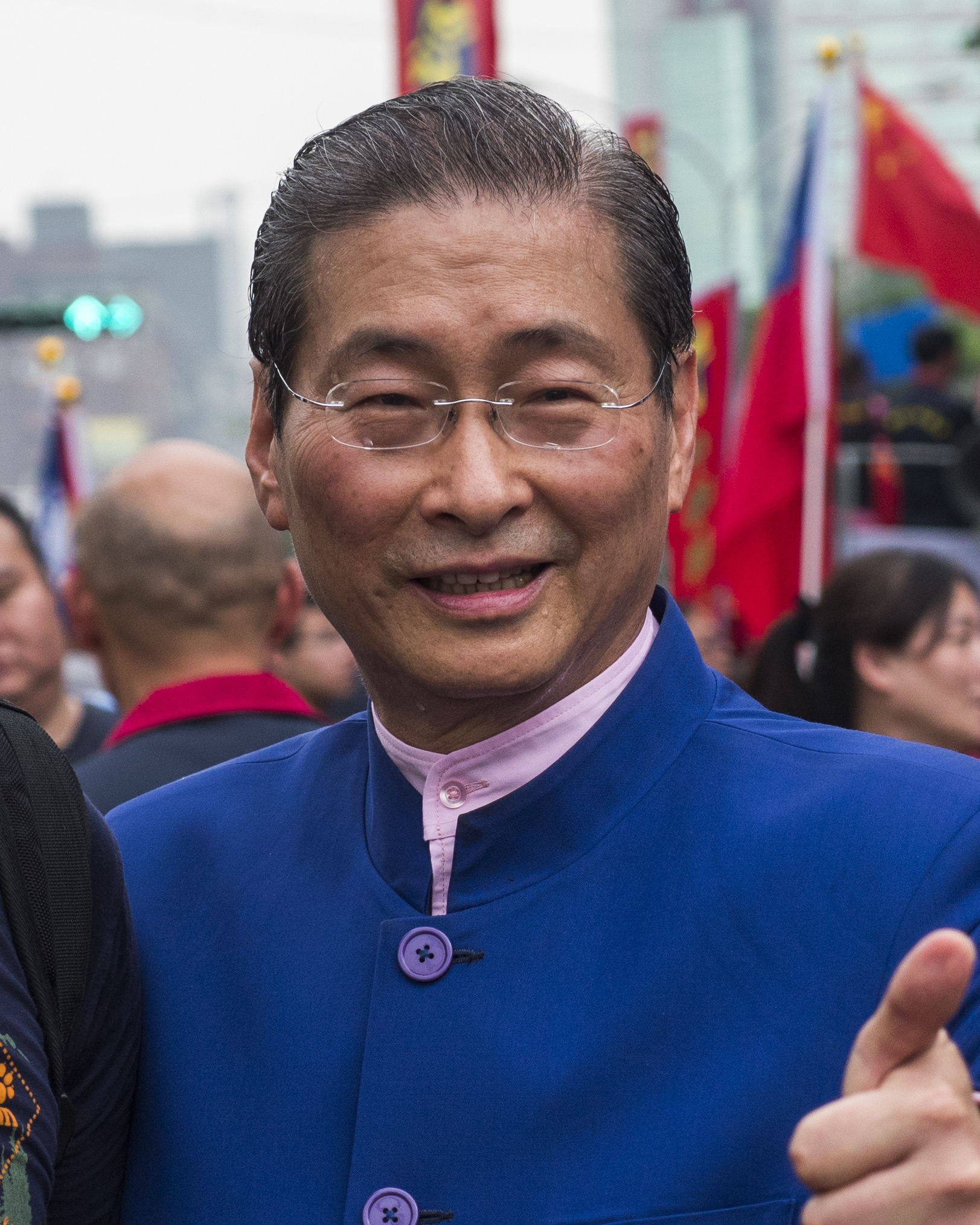
Chang An-lo (2017)

Chang An-lo (Chinesisch: 張安樂; Pinyin: Zhāng Ānlè; * 13. März 1948 in Nanjing, Republik China), auch bekannt als der Weiße Wolf (白狼; Bái Láng) ist ein taiwanesischer Krimineller und Politiker. Er war der Anführer der Triade Bamboo Union und der Gründer der prochinesischen Partei zur Förderung der Vereinigung Chinas, die als Frontorganisation für die organisierte Kriminalität bezeichnet wurde. Chang gilt als Anhänger einer Vereinigung der Republik China mit der Volksrepublik China.

## Laufbahn
Chang wurde 1948 in Nanjing geboren. Seine Familie floh mit der Kuomintang-Regierung während des Rückzugs der Regierung der Republik China nach Taiwan. Im Jahr 1959 ließ sich die Familie Chang in Taipeh nieder. Als Jugendlicher schloss sich Chang im Alter von 16 Jahren der Bamboo Union an und stieg in der Hierarchie der Organisation auf. Chang ging 1968 in die USA, kurz nachdem er sein Geschichtsstudium an der Tamkang-Universität abgeschlossen hatte. Dort studierte Chang an der University of Nevada, Las Vegas, MIS (Management Information Systems) und Rechnungswesen. Außerdem erwarb er an der Stanford University einen Master-Abschluss in Operations Research. In den Vereinigten Staaten beteiligte er sich am Aufbau der kriminellen Aktivitäten der Gruppe in Kalifornien und Las Vegas.
1985 wurde Chang wegen Drogenschmuggels, Entführung und Erpressung verhaftet und zu einer langen Haftstrafe in den Vereinigten Staaten verurteilt. Während seiner Haft kooperierte er mit dem Federal Bureau of Investigation (FBI) und stellte Tonbänder zur Verfügung, die bewiesen, wie der taiwanesische Militärgeheimdienst die Bamboo Union anwies, ⁣mit Gewalt gegen Dissidenten der Kuomintang vorzugehen. Er blieb zehn Jahre im Gefängnis. Während seiner Haftzeit erwarb er zwei weitere Bachelor-Abschlüsse, einen in Psychologie und einen in Soziologie.
Nach seiner Entlassung kehrte er 1995 nach Taiwan zurück, floh jedoch im folgenden Jahr, nachdem er von den Behörden in Taipeh wegen Beteiligung am organisierten Verbrechen auf die Fahndungsliste gesetzt worden war. Er zog nach Shenzhen auf das chinesische Festland, wo er Kontakte zur Kommunistische Partei Chinas aufbaute und weiter an kriminellen Aktivitäten beteiligt gewesen sein soll, die von den Behörden der Volksrepublik China allerdings toleriert wurden. Im April 1998 wurde Changs Sohn bei einer Auseinandersetzung mit einem Mitglied einer rivalisierenden Gang in einer Karaokebar in Taipeh erstochen.
Während seiner Zeit in China wurde 2004 die Partei zur Förderung der Vereinigung Chinas von ihm gegründet. 2005 rief er einen taiwanesischen Zweig der Partei ins Leben, welche sich für eine chinesische Wiedervereinigung unter dem Prinzip Ein Land, zwei Systeme einsetzt. Im Juni 2013 kehrte er nach Taiwan zurück und wurde bei seiner Ankunft am Flughafen Songshan von der taiwanesischen Polizei verhaftet und gegen Kaution freigelassen. Präsident Ma Ying-jeou, dessen Kuomintang als langjähriger Verbündeter der Bamboo Union gilt, wurde für seinen laxen Umgang mit Chang kritisiert. Chang bot sogar an, eine eigene Schutztruppe aus Gangmitgliedern für Ma aufzustellen. Kurz darauf wurde in einem seiner Parteibüros eine Schusswaffe gefunden.
Seine Partei spielt nur eine marginale Rolle in der taiwanischen Politik und wurde als "ausländischer Agent" im Sinne der KP Chinas bezeichnet. Durch seine Aussagen und Aktionen sorgte der chinesische Ultranationalist Chang immer wieder für Aufsehen. 2015 unternahm Chang eine Besichtigungsreise nach Okinawa und wurde von der Yakuza-Organisation Kyokuryū-kai empfangen. Er unterstützte die Unabhängigkeit der Ryūkyū-Inseln  und verkündete "es ist meine Pflicht als Chinese, Ryukyu von Japan zu befreien".
Bei einer Demonstration im Februar 2019 legte Chang sich in einen Sarg, den er mitgebracht hatte, um die taiwanesischen Todesopfer zu symbolisieren, die bei einem Widerstand gegen eine mögliche chinesische Invasion zu beklagen wären. Im August 2019 wurde Chang von der taiwanesischen Polizei verhaftet, und die Staatsanwaltschaft beschuldigte ihn und fünf Parteimitarbeiter der Annahme illegaler politischer Spenden, der Veruntreuung und der Steuerhinterziehung. Bei der Befragung sagte Chang, das Geld stamme aus China, bestritt aber, dass es von der Kommunistischen Partei Chinas stamme.